# Marc Madiot
Marc Madiot (Renazé, 16 aprile 1959) è un dirigente sportivo, ex ciclista su strada e ciclocrossista francese.
Professionista dal 1980 al 1994, vinse due edizioni della Parigi-Roubaix, nel 1985 e nel 1991. Dal 1997 è manager e direttore sportivo del team Groupama-FDJ (ex FDJ).

## Carriera
Corridore completo, passò tra i professionisti nel 1980 con il team francese Renault. In tutta la carriera conquistò numerose vittorie, tra cui due edizioni della Parigi-Roubaix, nel 1985 e nel 1991, impresa che gli valse l'appellativo di Monsieur pavé; si aggiudicò anche una tappa al Tour de France 1984, la maglia di campione nazionale francese sia su strada che di ciclocross, e diverse semiclassiche del calendario francese.
In seguito al suo ritiro dalle corse, avvenuto nel 1994, confessa di aver fatto uso di anfetamine durante alcune gare. Ritorna nel mondo del ciclismo nel 1997 quando, insieme al fratello Yvon, fonda la squadra Française des Jeux, di cui è tuttora general manager. Nel mese di aprile 2007 è stato nominato Cavaliere della Legion d'onore.

## Controversie
Memorabile un confronto durante la trasmissione "Chacun son tour" il 20 luglio 1987, in cui affronta la collega Jeannie Longo, sostenendo che le donne non avrebbero dovuto darsi al ciclismo e "Una donna su una bici è brutta".

## Palmarès

### Strada
- 1979 (dilettanti)

Classifica generale Boucles de la Mayenne
- 1981 (Renault, due vittorie)

1ª tappa Tour du Limousin
Classifica generale Tour du Limousin
- 1983 (Renault, due vittorie)

4ª tappa Giro di Sardegna
La Poly Normande
- 1984 (Renault, cinque vittorie)

Polymultipliée
Flèche Finistérienne
5ª tappa Tirreno-Adriatico (Camerano > Monteprandone)
3ª tappa Tour de l'Aude
2ª tappa Tour de France (Bobigny > Louvroil)
- 1985 (Renault, cinque vittorie)

Parigi-Roubaix
Mauléon-Moulins
Grand Prix de Plumelec
Grand Prix de Wallonie
2ª tappa Parigi-Nizza (Dole > Saint-Trivier-sur-Moignans)
- 1987 (Système U, quattro vittorie)

Campionati francesi, Prova in linea
4ª tappa Tour de la Communauté Européenne
Classifica finale Tour de la Communauté Européenne
La Poly Normande
- 1989 (Toshiba, una vittoria)

1ª tappa Critérium International
- 1991 (R.M.O., una vittoria)

Parigi-Roubaix
- 1992 (Telekom, due vittorie)

Trophée des Grimpeurs
4ª tappa, 2ª semitappa Quattro giorni di Dunkerque

#### Altri successi
- 1982 (Renault)

Prologo Giro d'Italia (Milano, cronosquadre)
- 1984 (Renault)

Circuit de l'Aulne (Criterium)
3ª tappa Tour de France (Louvroil > Valenciennes, cronosquadre)

### Ciclocross
- 1982

Campionati francesi
- 1990

Cyclocross de Dijon

## Piazzamenti

### Grandi Giri
- Tour de France

1982: 30º
1983: 8º
1984: 35º
1985: 26º
1987: 47º
1988: 66º
1989: 34º
1991: 115º
1992: 70º
- Giro d'Italia

1982: 34º
1988: 12º

### Classiche monumento
- Milano-Sanremo

1983: 93º
1984: 10º
1986: 34º
1989: 64º
1992: 33º
1993: 69º
- Giro delle Fiandre

1984: 34º
1987: 22º
1988: 35º
1990: 17º
1991: 6º
1992: 7º
- Parigi-Roubaix

1982: 35º
1983: 5º
1985: vincitore
1987: 27º
1988: 40º
1989: 6º
1991: vincitore
1992: 28º
- Liegi-Bastogne-Liegi

1982: 24º
1984: 6º
1985: 11º
1987: 7º
1988: 36º
1989: 30º
1990: 89º
- Giro di Lombardia

1985: 12º
1987: 3º
1991: 31º

### Competizioni mondiali
- Giochi olimpici

Mosca 1980 - In linea: 9º
- Campionato del mondo su strada

Giavera del Montello 1985 - In linea: 4º
- Campionato del mondo di ciclocross

Hägendorf 1988: 14º
Pontchâteau 1989: 15º

## Riconoscimenti
- Medaglia d'oro dell'Accademia dello Sport nel 1991